# Gunshot residue

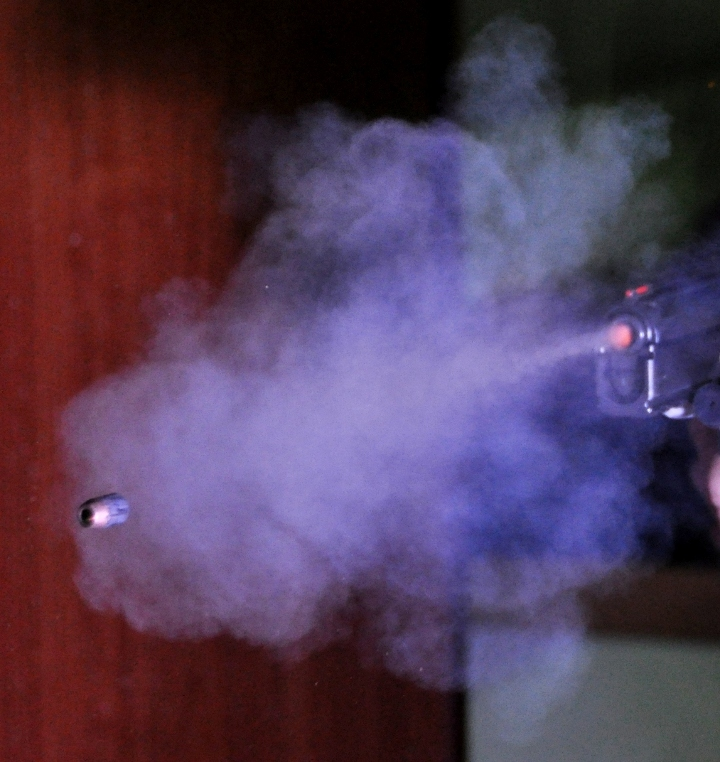
Gunshot residue

Gunshot residue (GSR) is de Engelstalige term voor de kruitresten die achterblijven nadat een vuurwapen is afgevuurd. De term wordt vooral gebruikt bij forensisch onderzoek van bewijsmateriaal of plaats delict.
Bij het lanceren van de kogel vliegt door de terugslag een klein deel van het kruit achterwaarts uit het vuurwapen (de gaswolk). Zo komt het gunshot residue vaak terecht op de handen en de kleding van de schutter. Als er van dichtbij geschoten wordt, kan er ook gunshot residue zitten op de kleren van het doelwit of op objecten in de directe omgeving. 
Gunshot residue bestaat uit twee soorten chemische deeltjes: 
1. deeltjes die afkomstig zijn van de kruitlading en de inhoud van het slaghoedje in de huls (roetdeeltjes en onverbrande kruitdeeltjes)
2. deeltjes met een metallisch-anorganische samenstelling, die afkomstig kunnen zijn van de patroonhuls, de kogel of het vuurwapen zelf.

Het doel van schotrestenonderzoek is:
Het onderzoeken van de aanwezigheid van schotresten
Onderzoek schiethanden
Onderzoek schietmouw
Het onderzoeken van schotbeschadigingen
Schootsrichting
Schootsafstand
Het onderzoeken van de schiethanden/schietmouw wordt gedaan door middel van de stubmethode (bemonsteringmethode). De stubs bestaan uit een aluminium tafel met een kleeflaag van carbotape.
De stubs worden na bemonsteren bekeken onder de SEM/EDX microscoop.
Bij het onderzoek van schotbeschadigingen wordt gekeken naar de beschadigingen op het kledingstuk/lichaam. Er kan dan een uitspraak gedaan worden over de schootsrichting dat wil zeggen of het een inschot of uitschot betreft).
De schootsafstand kan alleen bepaald worden als de gaswolk van het vuurwapen binnen het maximale bereik van het slachtoffer is gevuurd, en als bekend is wat voor wapen en munitie er is gebruikt. Als dat bekend is wordt er een proefschotenserie gemaakt. 
Deze geeft een beeld van waar de mogelijke verdachte en slachtoffer ongeveer hebben gestaan.